# 滋賀秀三
滋賀 秀三（しが しゅうぞう、1921年〈大正10年〉5月1日 - 2008年〈平成20年〉2月25日）は、日本の法学者（東洋法制史）。東京大学名誉教授、日本学士院会員。

## 経歴
出生から修学期
1921年、山口県岩国町で生まれた。東京で育ち、旧制武蔵高等学校を経て、東京帝国大学法学部に入学。中国法制史を専攻し、石井良助に師事。1943年に法学部を卒業した。卒業後は、戦時下であったが大学院特別研究生に採用された。
戦後
1948年、東京大学法学部助教授に就任し、東洋法制史の授業を担当。1959年に同教授に昇格。1962年、学位論文『中国家族法の原理』を東京大学に提出して法学博士号を取得。1969年『中国家族法の原理』(1967年)で日本学士院賞受賞。1982年に東京大学を定年退官し、名誉教授となった。その後は、分離創設されたばかりの千葉大学教授として教鞭をとり、1987年退任。湘南学園の園長も務めた。
学会では、1994年に日本学士院会員に選出された。会員に選定されてから晩年は、人生最後の仕事として中国における法典編纂の通史および刑罰制度の通史を書き上げた。また、1949年に発足した法制史学会には設立当初から関わり、また日本学術会議の11～13期会員を務めた。
2008年、神奈川県鎌倉の自宅で死去。

## 受賞・栄典
- 1969年：『中国家族法の原理』で日本学士院賞を受賞。

## 研究内容・業績
専門は中国法制史学。特に家族法史と裁判制度史についての業績で知られる。その研究は、西洋近代法や日本法を比較の基準とすることにより、それと対置される伝統中国の法と法観念、さらに中国の国家と社会の独自性を明らかにした。

## 著作
著書
- 『中国家族法論』弘文堂 1952
- 『中国家族法の原理』創文社 1967
- 『清代中国の法と裁判』創文社 1984
- 『中国法制史 基本資料の研究』編 東京大学出版会 1993
- 『中国法制史論集 法典と刑罰』創文社 2003
- 『続・清代中国の法と裁判』創文社 2009

訳書
- 『社会綱領』瓜生原二郎共訳、国際社会問題研究協会編、有信堂 1959

## 参考
- 「滋賀秀三先生を偲ぶ」PDF
- コトバンク